# Linnets jul
Linnets jul er det 17. studiealbum af den danske sangerinde og sangskriver Anne Linnet, der udkom den 22. november 2010 via Sony Music. Julealbummet indeholder sangen "68'er jul", som egentlig er indspillet i 1968, men som aldrig var blevet udgivet før.

## Spor
| #   | Titel                    | Længde |
| --- | ------------------------ | ------ |
| 1.  | "Hvid Jul"               | 3:54   |
| 2.  | "Soldaten"               | 3:52   |
| 3.  | "Velkommen Her"          | 4:09   |
| 4.  | "Svigermor"              | 3:10   |
| 5.  | "Stjerne Over Bethlehem" | 4:45   |
| 6.  | "68´er Jul"              | 2:30   |
| 7.  | "Våbenhvile"             | 3:12   |
| 8.  | "En Julenat"             | 4:04   |
| 9.  | "Nu Er Det Jul"          | 3:19   |
| 10. | "Regnvejr I Danmark"     | 3:40   |
| 11. | "Vinternat"              | 8:28   |

## Personel
- Anne Linnet - sang, kor, producer, tekstforfatter, komponist
- Donna Cadogan - kor
- Engelina Larsen - kor
- Jesper Bo Hansen - elorgel, elklaver
- Jonas Krag - guitar, dobro
- Jon Grundtvig - trommer
- Marcus Linnet - elbas, coproducer